# Wilhelm Ludwig Viktor Henckel von Donnersmarck

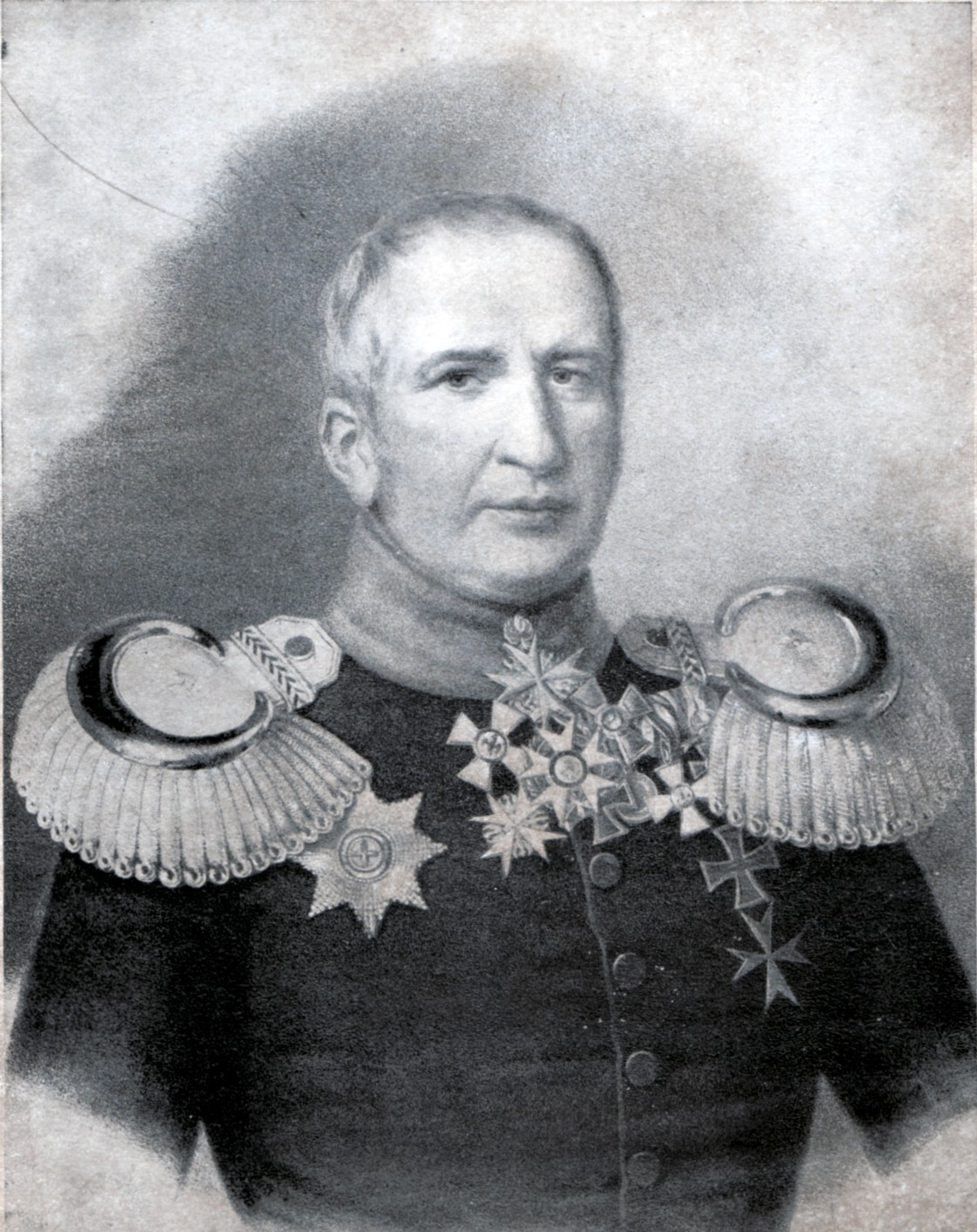
Graf Viktor Henckel von Donnersmarck

Wilhelm Ludwig Viktor Graf Henckel von Donnersmarck (* 30. Oktober 1775 in Potsdam; † 24. Juni 1849 in Dresden; beigesetzt in Dessau) war ein preußischer Generalleutnant.

## Leben

### Familie
Wilhelm Ludwig Viktor Graf Henckel von Donnersmarck wurde am 30. Oktober 1775 als Sohn von Viktor Amadeus Graf Henckel von Donnersmarck geboren. Sein Vater war ein enger Freund von Prinz Heinrich von Preußen, dem Bruder Friedrichs II. und Chef des Infanterieregiments No. 14. Er heiratete in zweiter Ehe Eleonore Maximiliane Ottilie, eine geborene Gräfin von Lepel und Mutter von Wilhelm Ludwig Viktor.

### Militärischer Werdegang
Wilhelm Ludwig begann 1789 ebenfalls eine militärische Karriere, trat in das Dragonerregiment „von Brausen“ der Preußischen Armee ein und avancierte Ende Januar 1792 zum Sekondeleutnant. Von Mitte Dezember 1794 bis Mitte Juli 1798 war er im Kürassierregiment „von der Marwitz“ und wurde anschließend zum Regiment der Gardes du Corps versetzt. Er war seit 1803 Mitglied der Militärischen Gesellschaft, stieg bis Ende August 1806 zum Rittmeister auf und nahm während des Vierten Koalitionskrieges 1806 an der Schlacht bei Auerstedt sowie den Gefechten bei Gollau und Königsberg teil. Ende Mai 1807 zum Major befördert, wirkte Henckel bei der Neuorganisation der Reservekavallerie.
1810 wurde Henckel Flügeladjutant von König Friedrich Wilhelm III. und begleitete den Feldmarschall von Kalckreuth im selben Jahr nach Paris, um Kaiser Napoleon zur Vermählung zu gratulieren. 1812 wurde er in geheimer Mission zu Yorck gesendet und brachte dem König die erste Nachricht von der Konvention von Tauroggen. 1813 zum Oberst und Kommandeur der Reserve-Kavallerie im I. Armeekorps ernannt, befreite er nach der Völkerschlacht bei Leipzig 4000 Gefangene bei Laucha. Am 1. Januar 1814 ging er mit seinen Reitern an der Spitze des Yorkschen Korps über den Rhein und brachte mit nur sechs Eskadronen Landwehrreiterei, einem Bataillon Infanterie und einer halben reitenden Batterie, 7000–8000 Franzosen, welche in Simmern/Hunsrück als Besatzung lagen, zum Weichen und befreite am 30. Januar kampflos Trier. An dem Feldzug von 1815 nahm Henckel als Generalmajor (seit 1814) und Chef der 4. Infanterie-Brigade des I. Korps teil. Sie hatten an der Schlacht bei Waterloo geringen Anteil, aber wirkten an der Verfolgung der Feinde mit. Bis 1818 war er Befehlshaber der Reserve-Kavallerie des V. Armeekorps bei der Okkupationsarmee in Frankreich. 1820 wurde Henckel Kommandeur der 6. Division, Generalleutnant und Kommandant von Torgau.
Schon 1821 nahm er seinen Abschied und zog sich auf sein Rittergut Tiefensee bei Bad Düben zurück. Seit 1842 lebte er in Dessau, wo er 1845 zum Ehrenbürger der Stadt ernannt wurde. 1845 wurde er auch zum Ehrenbürger von Potsdam ernannt. Henckel verstarb am 24. Juni 1849 während eines Aufenthaltes in Dresden. Seine Beisetzung erfolgte auf dem Historischen Friedhof Dessau.
Zur Ehrung von Henckel wurde wohl 1899 in Tiefensee in der Kirche ein großes hölzernes Erinnerungsmal (Epitaph) errichtet, welches seine Lebensdaten sowie Feldzüge und Orte nennt, an denen er in Schlachten und Gefechte beteiligt war.

### Ehe und Nachkommen
Er heiratet am 26. Januar 1804 in Charlottenburg Friederika von dem Knesebeck (1778–1848). Sie war die Stiefschwester des Generals Karl Friedrich von dem Knesebeck. Ihre Eltern waren Friedrich Wilhelm von dem Knesebeck (1735–1803) und dessen zweite Ehefrau Maria Magdalene Elisabeth von der Groeben (1739–1819). Das Paar hatte keine eigenen Kinder. So adoptierten sie am 12. August 1819 Paulina von dem Knesebeck (1813–1894) die jüngste Tochter von Friedrich Wilhelm Ludwig von dem Knesebeck (1775–1860) (Bruder von Karl Friedrich) und Wilhelmina von Bredow (1776–1856) aus dem Hause Haage. Sie heiratete am 3. Dezember 1834 den Finanzrat und Landforstmeister Hilmar von Schönfeld (1801–1861).

### Freimaurer
1791 wurde von Donnersmarck Freimaurer und in die Loge „Zu den drei Kronen“ in Königsberg aufgenommen. Später wurde er vorsitzender Meister der Loge „Zur Beständigkeit“ in Berlin. Er beantragte am 4. März 1813 zusammen mit Generalchirurgus von Wiebel die Gründung einer Feldloge bei der Großen Landesloge. Da seine Einheit aber am 13. April Breslau verließ und längere Zeit durch Schlesien und Sachsen zog, musste die eigentliche Gründung auf 1814 verschoben werden. Die Feldloge wurde mit dem Namen „No. 2“ in Arbeit gesetzt. Diese wurde am 5. September 1816 in eine stehende Loge mit dem Namen „Friedrich Wilhelm zum eisernen Kreuz“ mit Sitz in Erfurt umgewandelt.
Nachdem Henckel nach Bar-le-Duc versetzt worden war, versuchte er auch dort eine Feldloge zu gründen, stieß aber auf Widerstand seines Vorgesetzten, dem Korpskommandeur Graf von Zieten. So gelang es ihm erst am 14. November 1817 die alte Feldloge „No. 2“ wiederzuerwecken. Auf dem Kongress von Aachen wurde bestimmt, die preußischen Besatzungstruppen abzuziehen. Am 9. Januar 1819, bereits von Charlottenburg aus, verfügte Henckel die Schließung der Feldloge.
Nachdem er den Vorsitz der Loge „Friedrich Wilhelm zum eisernen Kreuz“ wegen seiner Versetzung abgegeben hatte, erlebte diese einen deutlichen Rückgang an Mitgliedern und finanzielle Schwierigkeiten. Die Umstände in Erfurt waren nicht sonderlich günstig, da es bereits eine ältere Loge dort gab. Graf Henckel bat die Große Landesloge, „seine“ Loge an seinen neuen Amtssitz nach Torgau verlegen zu dürfen. Dort wurde sie am 21. Januar 1820 wieder eröffnet. Er führte die Loge noch bis zum Herbst 1823. In dieser Zeit blühte diese Loge kurzzeitig wieder auf.
Nachdem an ihn die Bitte herangetragen wurde, als Gründer einer neuen Loge in Delitzsch mit dem Namen „Viktor zum goldnen Hammer“ mitzuwirken, zog er sich von der aktiven Leitung der Loge in Torgau zurück und übergab sie an Karl Friedrich Ludwig Georg von Uttenhoven. Am 17. Januar 1827 übernahm er auf Bitten seiner Brüder in Torgau wieder die Leitung der Loge und stand zu diesem Zeitpunkt zwei Logen gleichzeitig vor. Aufgrund wirtschaftlicher Schwierigkeiten wurde die Loge „Friedrich Wilhelm zum eisernen Kreuz“ am 2. Januar 1828 vorerst inaktiviert und zu Lebzeiten von Donnersmarcks auch nicht mehr in Arbeit gesetzt. Dies geschah erst 1857 in Bonn.
Von 1838 bis 1841 und nochmals 1842 bis 1843 bekleidete er das Amt des Landes-Großmeisters der Großen Landesloge von Deutschland. Von 1841 bis 1849 war er Ordensmeister der Großen Landesloge. Für circa ein Jahr hatte er somit die beiden führenden Ämter der Großloge allein inne. In seiner Amtszeit nahm er den späteren Kaiser Wilhelm I. 1840 in den Freimaurerbund auf.

## Werke
- Erinnerungen aus meinem Leben. 1846.
- Briefe der Brüder Friedrich des Großen an meine Großeltern. (postum) 1877.